# Carlos Egon II de Fürstenberg
El Príncipe Carlos Egon II de Fürstenberg (en alemán: Karl Egon II. Fürst zu Fürstenberg; 28 de octubre de 1796 - 22 de octubre de 1854) fue un noble y político alemán. Entre 1804 y 1806 fue el último príncipe soberano de Fürstenburg antes de su mediatización, mientras era todavía menor de edad. También sirvió como el primer vicepresidente de la Cámara Alta de Baden.

## Biografía

### Minoría de edad

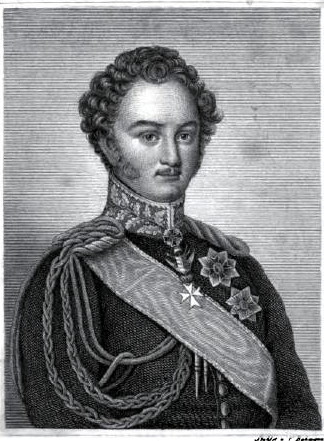
Príncipe Carlos Egon II de Fürstenberg en 1831.

Nació en Praga, siendo el único hijo del general austriaco Carlos Aloisio de Fürstenberg y de su esposa la princesa Isabel de Thurn y Taxis. Poco después de la muerte de su padre el 25 de marzo de 1799 su primo Carlos Gabriel también murió a la edad de solo catorce años (13 de diciembre de 1799). Carlos Gabriel había sido el último vástago de la línea bohemia de Fürstenberg-Pürglitz y eso extinguió esa rama. Su tío Carlos Joaquín, el último superviviente masculino de la línea suaba murió en 1804, dejando esa línea extinta también. Esto significaba que en 1804 Carlos Egon heredaba casi todas las posesiones de Fürstenberg excepto aquellas de la línea morava, que todavía tenía descendencia.
Sucedió a la edad de solo siete años y entonces su madre y el Landgrave Joaquín Egon de Fürstenberg, un tío distante de la línea morava, se convirtieron en sus tutores y regentes, aunque la mayor parte de la gobernación era realizada por Joseph von Laßberg. En 1806 el principado de Fürstenberg fue abolido por el Tratado de la Confederación del Rin. Isabel y Laßberg intentaron en vano revertir esta situación en el Congreso de Viena de 1814.

### Mayoría de edad y matrimonio

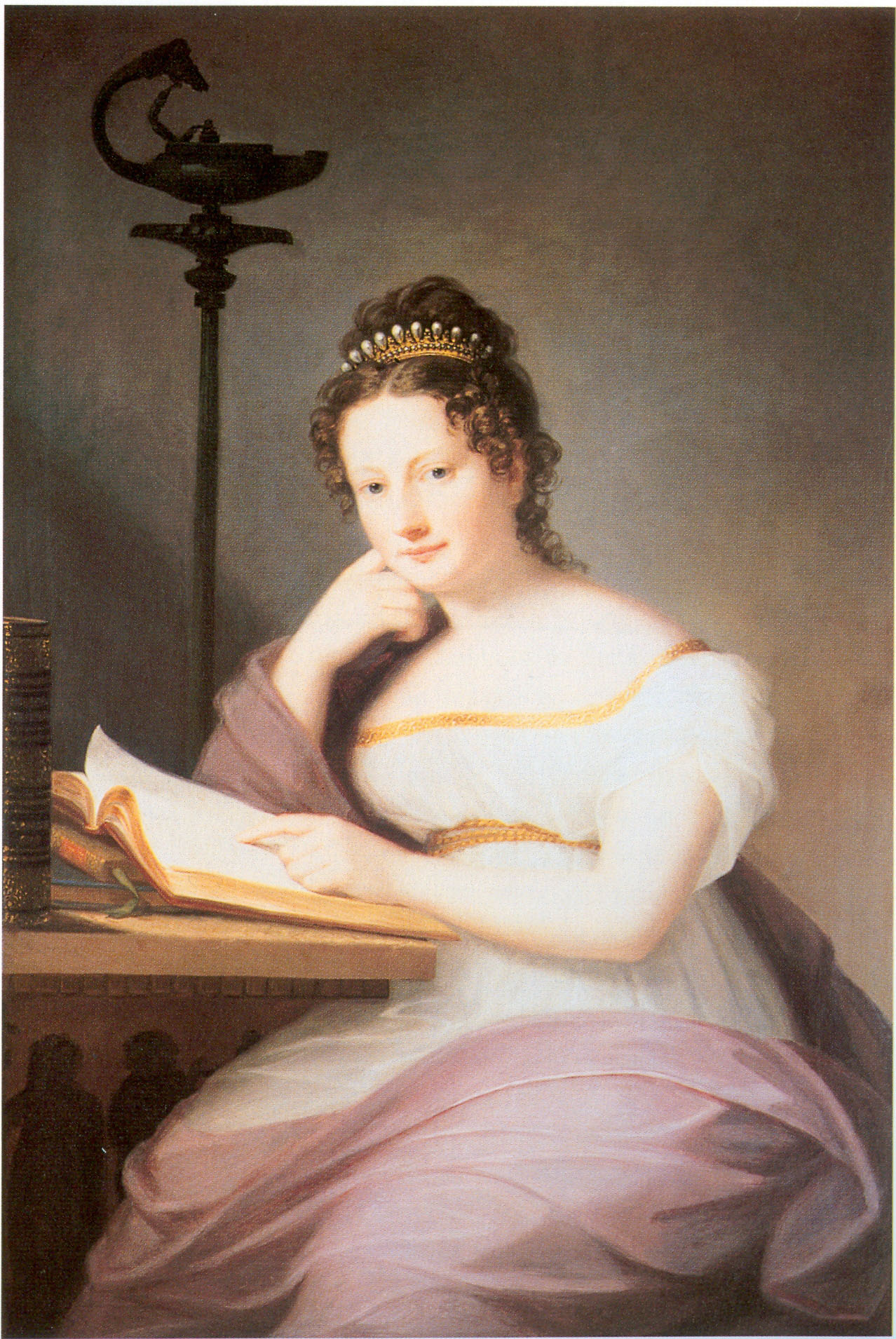
Amalia en 1819.

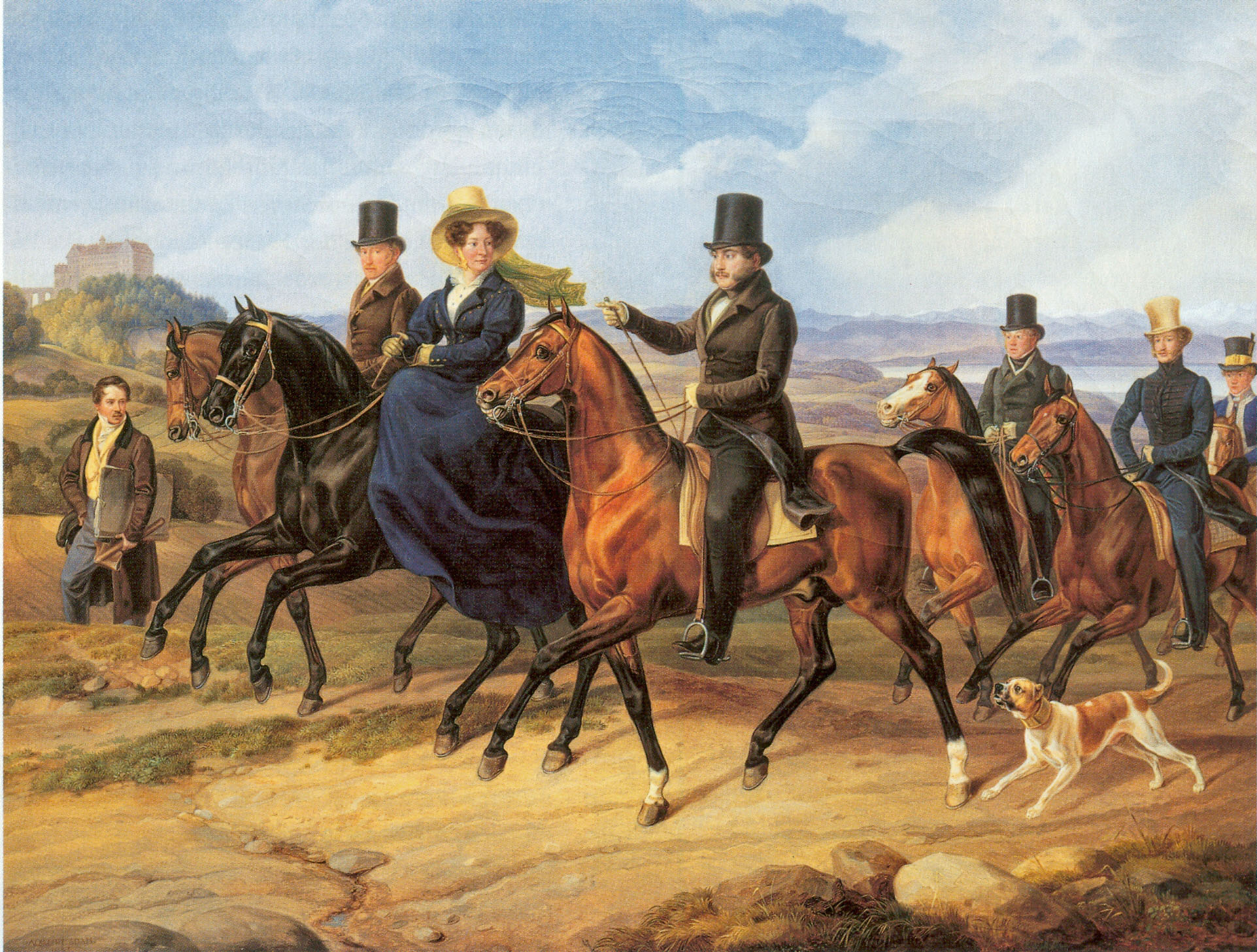
Albrecht Adam: Un paseo ante el Palacio de Heiligenberg (1831). Carlos Egon II y su esposa Amalia de Baden con cortesanos.

Así para cuando alcanzó la mayoría de edad en 1817 Carlos Egon no era un príncipe soberano pero sí un 'Grundherr' propietario de grandes fincas, bosques e industrias así como Señor (Standesherr) de los tres estados entre los que Fürstenberg había sido dividido: el Gran Ducado de Baden, el Reino de Wurtemberg y el Principado de Hohenzollern-Sigmaringen. El 19 de abril de 1818 contrajo matrimonio con Amalia de Baden, hija del Gran Duque Carlos Federico de Baden y de su segunda esposa Luisa Carolina, Condesa de Hochberg. Ya que la madre de ella era una esposa morganática, Amalia también lo era. Sin embargo, el Gran Duque Carlos de Baden más tarde la elevó a estatus dinástico (era la hermanastra de su padre), convirtiéndola en la primera "princesa" de Baden, los que permitió a la madre de Carlos Egon finalmente aceptar la pareja como un matrimonio entre iguales.

### Vida política
Su estatus como Standesherr le permitió sentarse en la Cámara Alta de Baden (Badische Ständeversammlung), de cuya cámara fue su primer vicepresidente, manteniendo ese puesto por treinta y tres años de 1819 a 1852, mientras que su presidente fue el Príncipe Guillermo de Baden. Sus fincas también supusieron que se sentara en la Cámara Alta de los Estados de Wurtemberg (cuya vicepresidencia ostentó varias veces) a partir de 1819 y en la Cámara de los Señores de Prusia a partir de 1850. La historia lo registra como relativamente progresista e imparcial para su tiempo. Por ejemplo, durante la entera sesión del landtag de la Confederación Germánica en 1831, jugó una parte significativa en conseguir que la cámara aprobara la Ley de Prensa Liberal, propuesta por el gobierno bajo la presión de la cámara baja; esto levantó la censura, al menos para asuntos domésticos en Baden. En 1836 fue nombrado caballero de la austriaca Orden del Toisón de Oro y el 18 de enero de 1851 fue nombrado caballero de la Orden del Águila Negra, la orden más elevada del Reino de Prusia.

## Hijos
Con Amalia tuvo siete hijos:

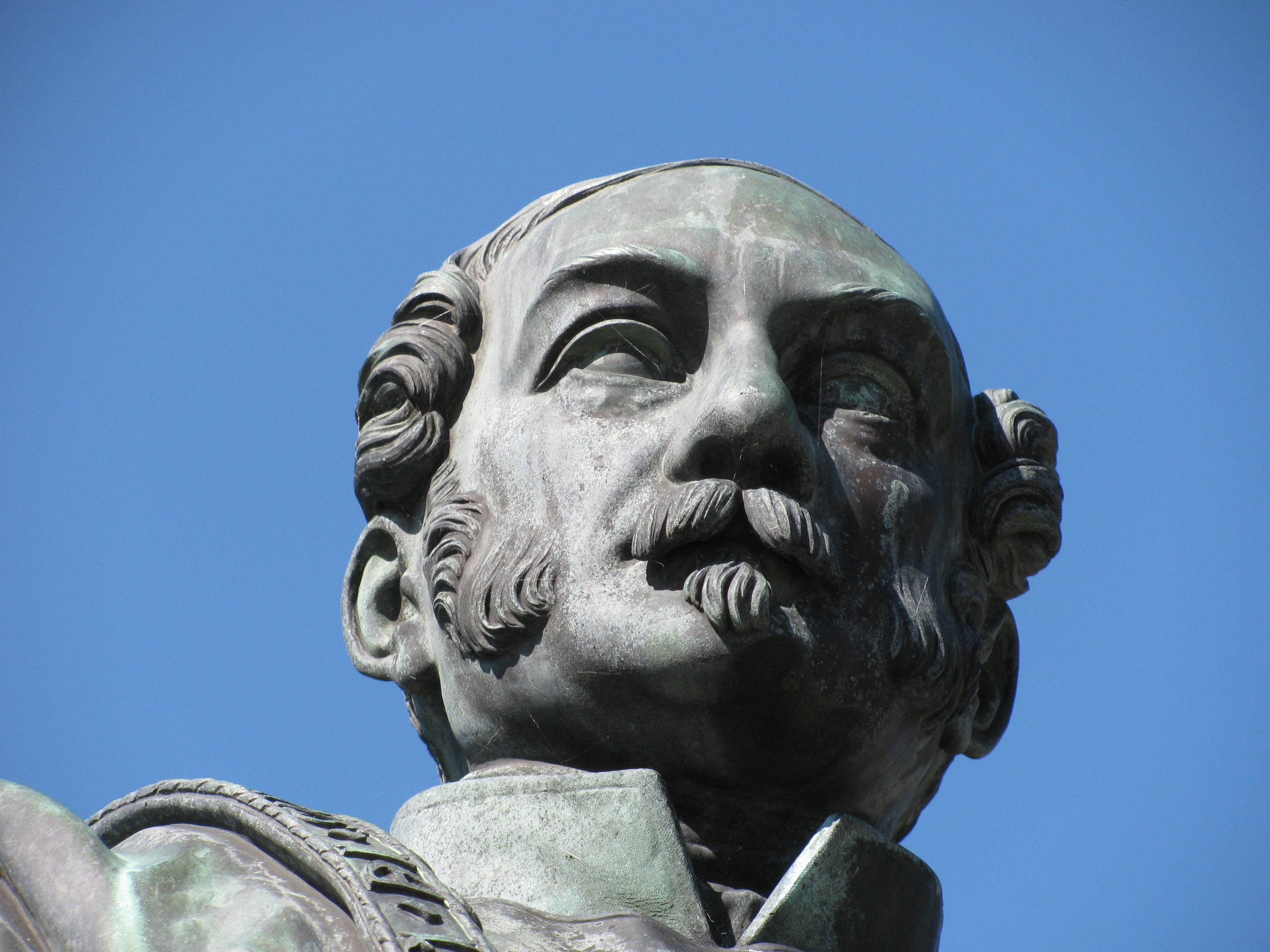
Carlos Egon II, Príncipe de Fürstenberg
(Heiligenberger Fürstenbrunnen).

- María Isabel (* 15 de marzo de 1819; † 9 de abril de 1897)
- Carlos Egon III. (* 4 de marzo de 1820; † 15 de marzo de 1892)
- María Amalia (* 12 de febrero de 1821; † 17 de enero de 1899) ∞ 19 de abril de 1845 Víctor I de Hohenlohe-Schillingsfürst, Duque de Ratibor
- Maximiliano Egon I (* 29 de marzo de 1822; † 27 de julio de 1873)  ∞ 23. de mayo de 1860 Condesa Leontine von Khevenhüller-Metsch
- María Enriqueta (* 16 de julio de 1823; † 19 de septiembre de 1834)
- Emilio Egon (* 12 de septiembre de 1825; † 15 de mayo de 1899) ∞ 31. de mayo de 1875 Condesa Leontine von Khevenhüller-Metsch
- Paulina Guillermina (* 11 de junio de 1829; † 3 de agoosto de 1900) ∞ 15. de abril de 1847 Hugo, Príncipe de Hohenlohe-Oehringen

## Honores
- Gran Ducado de Baden:[7]
  - Gran Cruz de la Orden de la Fidelidad, 1806
  - Gran Cruz de la Orden del León de Zähringen, 1817
- Reino de Wurtemberg: Gran Cruz de la Orden de la Corona de Wurtemberg, 1826[8]
- Imperio austríaco:
  - Caballero de la Orden del Toisón de Oro, 1836[9]
  - Gran Cruz de la Real Orden de San Esteban de Hungría, 1849[10]
- Ducados Ernestinos: Gran Cruz de la Orden de la Casa Ernestina de Sajonia, mayo de 1842[11]
- Reino de Prusia: Caballero de la Orden del Águila Negra, 18 de enero de 1851[12]